# Dombegyház
Dombegyház è un comune dell'Ungheria di 2 431 abitanti (dati 2001) . È situato nella contea di Békés.